# Damir Mikec
Damir Mikec (en alphabet cyrillique serbe : Дамир Микец), né le 31 mars 1984 à Split (Yougoslavie, actuelle Croatie), est un tireur sportif serbe, vice-champion olympique en 2021.

## Carrière
Il est vice-champion olympique après sa victoire dans le tournoi de tir au pistolet à 10 mètres des Jeux olympiques de 2020.
Aux Jeux méditerranéens de 2022, il est médaillé d'or au tir au pistolet à air comprimé à 10 mètres en individuel et par équipe mixte.

## Famille
Il est le mari de la tireuse sportive salvadorienne Melissa Mikec. Son frère Goran est aussi tireur sportif et est l'entraîneur de Damir Mikec.